# بلوچ‌والا
بلوچ‌والا (به انگلیسی: Bilochwala) یک منطقهٔ مسکونی در پاکستان است که در پنجاب واقع شده‌است. بلوچ‌والا ۱۷۱ متر بالاتر از سطح دریا واقع شده‌است.